# VTB United League
La VTB United League (in russo Единая Лига ВТБ?), è un'importante competizione per club di pallacanestro. Dall'edizione 2014-2015 il trofeo è intitolato a Sergej Belov.
Si tratta una manifestazione curata dalla ULEB (Union of European Leagues of Basketball).

## Storia
La Lega venne fondata nel 2008 con l'iscrizione di otto club professionistici provenienti da Lettonia, Lituania, Polonia, Russia e Ucraina, e venne giocata con il formato di una coppa.
Nella stagione successiva il numero di club partecipanti rimase lo stesso ma con squadre provenienti dall'Estonia, al posto delle squadre polacche.
Nella stagione 2010-2011, il numero di squadre partecipanti venne ampliato a 12, con squadre provenienti anche dalla Bielorussia e dalla Finlandia. Nella stagione 2011-2012, il numero di squadre partecipanti venne ampliato a 18, con squadre provenienti anche dalla Repubblica Ceca e dal Kazakistan.
Nella stagione 2012-2013, la Professional'naya basketbol'naya liga si fuse definitivamente con la VTB United League, e il numero di squadre partecipanti fu innalzato a 20.
Nella stagione 2014-2015 il numero delle squadre venne ridotto a 16, con un nuovo formato di un unico girone all'italiana, dopo il ritiro della partecipazione di cinque squadre lituane.
Nella stagione 2015-2016 vennero invitate a partecipare squadre provenienti dalla Georgia; mentre nella stagione successiva il numero delle squadre partecipanti venne ridotto a 14, a causa della rinuncia delle squadre ceche, georgiane e finlandesi.

## Albo d'oro
| Stagione  | Vincitore                             | Risultato                                  | Finalista                             | MVP della Finale                      |
| --------- | ------------------------------------- | ------------------------------------------ | ------------------------------------- | ------------------------------------- |
| 2008      | CSKA Mosca                            | 70 - 66                                    | Chimki                                | Ramūnas Šiškauskas, CSKA Mosca        |
| 2009-2010 | CSKA Mosca                            | 66 - 55                                    | UNICS Kazan'                          | J.R. Holden, CSKA Mosca               |
| 2010-2011 | Chimki                                | 66 - 64                                    | CSKA Mosca                            | Vitalij Fridzon, Chimki               |
| 2011-2012 | CSKA Mosca                            | 74 - 62                                    | UNICS Kazan'                          | Andrej Kirilenko, CSKA Mosca          |
| 2012-2013 | CSKA Mosca                            | 3 - 1 (finali al meglio delle cinque gare) | Lokomotiv Kuban'                      | Viktor Chrjapa, CSKA Mosca            |
| 2013-2014 | CSKA Mosca                            | 3 - 0 (finali al meglio delle cinque gare) | Nižnij Novgorod                       | Miloš Teodosić, CSKA Mosca            |
| 2014-2015 | CSKA Mosca                            | 3 - 0 (finali al meglio delle cinque gare) | Chimki                                | Andrej Voroncevič, CSKA Mosca         |
| 2015-2016 | CSKA Mosca                            | 3 - 1 (finali al meglio delle cinque gare) | UNICS Kazan'                          | Miloš Teodosić, CSKA Mosca            |
| 2016-2017 | CSKA Mosca                            | 3 - 0 (finali al meglio delle cinque gare) | Chimki                                | Nando de Colo, CSKA Mosca             |
| 2017-2018 | CSKA Mosca                            | 95 - 84                                    | Chimki                                | Sergio Rodríguez, CSKA Mosca          |
| 2018-2019 | CSKA Mosca                            | 3 - 0 (finali al meglio delle cinque gare) | Chimki                                | Nikita Kurbanov, CSKA Mosca           |
| 2019-2020 | Annullato per la Pandemia di COVID-19 | Annullato per la Pandemia di COVID-19      | Annullato per la Pandemia di COVID-19 | Annullato per la Pandemia di COVID-19 |
| 2020-2021 | CSKA Mosca                            | 3 - 0 (finali al meglio delle cinque gare) | UNICS Kazan'                          | Daniel Hackett, CSKA Mosca            |
| 2021-2022 | Zenit S. Pietroburgo                  | 4 - 3 (finali al meglio delle sette gare)  | CSKA Mosca                            | Jordan Mickey, Zenit S. Pietroburgo   |
| 2022-2023 | UNICS Kazan'                          | 4 - 1 (finali al meglio delle sette gare)  | Lokomotiv Kuban'                      | Nenad Dimitrijević, UNICS Kazan'      |
| 2023-2024 | CSKA Mosca                            | 4 - 1 (finali al meglio delle sette gare)  | UNICS Kazan'                          | Melo Trimble, CSKA Mosca              |
| 2024-2025 | CSKA Mosca                            | 4 - 2 (finali al meglio delle sette gare)  | Zenit S. Pietroburgo                  | Melo Trimble, CSKA Mosca              |

## Vittorie per club
| Club                 | Titolo | Città           | Anno                                   |
| -------------------- | ------ | --------------- | -------------------------------------- |
| CSKA Mosca           | 13     | Mosca           | 2008, 2010, 2012-2019, 2021, 2024-2025 |
| Chimki               | 1      | Mosca           | 2011                                   |
| Zenit S. Pietroburgo | 1      | San Pietroburgo | 2022                                   |
| UNICS Kazan'         | 1      | Kazan'          | 2023                                   |

## Premi e riconoscimenti
- MVP regular season
- MVP Finals
- Allenatore dell'anno
- Sesto uomo dell'anno
- Difensore dell'anno
- Top player